# Asymbolus funebris
Asymbolus funebris és una espècie de peix de la família dels esciliorrínids i de l'ordre dels carcariniformes.

## Morfologia
- Els mascles poden assolir 44,2 cm de longitud total.[4]

## Hàbitat
És un peix marí de clima subtropical que viu fins als 144 m de fondària.

## Reproducció
És ovípar.

## Distribució geogràfica
Es troba a Austràlia Occidental.